# SZD-49 Jantar Standard K
SZD-49 Jantar Std. K – polski, jednomiejscowy wysokowyczynowy szybowiec zaprojektowany w Szybowcowym Zakładzie Doświadczalnym w Bielsku-Białej.

## Historia
W związku z popularyzacją klasy szybowców 15-metrowych FAI w drugiej połowie lat siedemdziesiątych zespół pod kierunkiem inż. Władysława Okarmusa opracowano wersję rozwojową szybowca Jantara Standard 2, oznaczoną SZD-49 Jantar K wyposażoną w skrzydło z klapą oraz klapolotką. Prototyp o znakach rejestracyjnych SP-2583 (nr seryjny SZD X-134) został oblatany przez Adama Zientka w dn.  10 października 1978 r. na lotnisku w Bielsku. Konstrukcja wykazała jednak szereg wad, przez co zrezygnowano z kontynuacji programu. 
Przechowywany w SZD prototyp był nieużytkowany do początku 1981 r. gdy z inicjatywy członków Koła Naukowego Lotników, SZD przekazał go Politechnice Warszawskiej. Studenci PW przywrócili go do standardu Jantar Standard 2. Szybowiec potem służył na letnich obozach KNL-u do realizacji kilku programów naukowych (np. pomiarów biegunowej, czy testów pierwszego polskiego wariometru elektrycznego). 

## Konstrukcja
Kadłub: całkowicie laminatowy usztywniony w tylnej części półwręgami z prowadzeniem popychaczy układu sterowego i piankowymi żeberkami. W partii statecznika kierunku konstrukcji przekładkowej laminat-pianka-laminat. Ster kierunku konstrukcji przekładkowej zawieszony w dwóch punktach, wyważony masowo. Napęd linkowy z prowadzeniem w rurkach poliamidowych. W części centralnej wlaminowana jest stalowa kratownica stanowiąca węzeł mocujący podwozie główne i łączący skrzydła z kadłubem na czterech trzpieniach ustalających. 
Osłona kabiny dwuczęściowa, ze stałym wiatrochronem i odejmowaną limuzyną. Posiadał zaczep do lotów holowanych i startu za wyciągarką oraz na życzenie odbiorcy mógł posiadać drugi zaczep do startu za wyciągarką montowany na goleni podwozia. Istniała możliwość zabudowy aparatury tlenowej. Posiadał radiostację zamontowaną w bagażniku tylnym, z anteną w stateczniku pionowym. Podwozie główne nieamortyzowane chowane w locie, z kołem 350x135, tylne z kółkiem 200X50.
Skrzydło: dwudzielne, skorupowe, jednodźwigarowe (dźwigar skrzynkowy) o obrysie trapezowym z dwuobwodowym kesonem przenoszącym siły skręcające. Profil NN-8 opracowany przez Politechnikę Warszawską. W skrzydle zabudowane zbiorniki balastowe o pojemności 2x75 litrów umożliwiające zmianę obciążenia jednostkowego powierzchni nośnej o 14,1 kg/m². 
Lotka konstrukcji przekładkowej, 20% głębokości, niedzielona, bez wyważenia masowego, zawieszona w pięciu punktach napędzana w dwóch. Początkowo skrzydło wyposażone w klapę, a lotki spełniały funkcję klapolotek, wychylając się wraz z klapami o połowę wartości ich wychylenia. Hamulce aerodynamiczne duralowe jednopłytowe na górnej i dolnej powierzchni skrzydła. Napęd lotek i hamulców popychaczowy. W napędzie lotki zastosowano nowatorski przegub całkowicie schowany w obrysie skrzydła (rozwiązanie chronione patentem).
Usterzenie: w układzie T, konstrukcji przekładkowej, profil NACA 641-012. Ster wysokości dwuczęściowy, bez wyważenia masowego, z trymerem sprężynowym (sprężyna działa na drążek sterowy). Napęd steru popychaczowy z prowadzeniem w kadłubie w łożyskowanych przelotkach.
Wyposażenie: prędkościomierz PR-400s, wysokościomierz W-12s lub W-10s, wariometr PR-03 lub WRs-5 z kompensatorem WEC, wariometr WRs-30c, zakrętomierz EZS-3, busolę BS-1. Istniała możliwość dodatkowej zabudowy sztucznego horyzontu i instalacji tlenowej.